# Supercars Endurance
La Supercars Endurance Series, anteriormente conocida como GT4 South European Series, es una agrupación de tres competiciones de automovilismo de resistencia que se centran principalmente en vehículos de las categorías GT4 y Turismos, y que se lleva a cabo en circuitos ubicados en Portugal y España.

## Historia
El campeonato empezó en 2019 bajo el nombre de GT4 South European Series, creado y organizado por el promotor portugués Race Ready y apoyado por la Organización Stéphane Ratel (SRO). La temporada comenzó el 20 de abril en Nogaro y finalizó el 24 de noviembre en el Autódromo do Estoril, consistiendo en 5 fines de semana puntuables con 2 carreras en cada una, y una carrera no puntuable: la Copa Internacional de Vila Real. En 2020 el campeonato se vio afectado por la Pandemia, teniéndose que disputar sólo 2 rondas en diciembre y enero del año siguiente, pero con 3 carreras en cada una. Las divisiones se eliminaron y se proclamó un único campeón.
En 2021 el campeonato sufrió una reestructuración y pasó a llamarse Supercars Endurance, abriéndose también a los TCR. Tras seguir el formato en 2022, en 2023 se crea un campeonato absoluto para los GT4 y empiezan a aceptarse otros tipos de turismos a parte de los TCR. Dicho año tuvo con un calendario de cuatro carreras, de las cuales dos se realizaron en suelo portugués y las otras dos en suelo español. Además, tres de estas carreras coincidieron con el Campeonato de Portugal de Velocidad.
Para 2024 se anunció un calendario con 6 pruebas totales, contando 4 de ellas para cada uno de los campeonatos: El Iberian Supercars como campeonato Ibérico, el Campeonato Portugués de Velocidad como campeonato portugués y el Supercars España (Jarama RACE en 2024) como trofeo español. Para esta temporada se anuncia un acuerdo con el canal de TV DAZN para la emisión de las carreras.

## Formato actual[8]
El formato de cada fin de semana se compone de:
- Entrenamientos libres/privados opcionales de 40 o 60 minutos como máximo.
- Dos sesiones de clasificación de 15 minutos (Piloto 1 participa en Q1, piloto 2 participa en Q2).
- Dos carreras de 45 minutos, con parada obligatoria en boxes para realizar el cambio de piloto entre los minutos 20 y 30 de carrera (Piloto 1 empieza la carrera 1, piloto 2 empieza la carrera 2).
- Sistema de hándicaps basados en tiempo extra de parada, aplicados a los 3 primeros de la carrera anterior (10, 5 y 3 segundos).

Los 3 campeonatos están divididos en las siguientes divisiones y trofeos:
- GT4 en GT4 Pro, GT4 Bronze y GT4 Am.
- GTC en GTX y GT Cup.
- Turismos en TCR y TC.

Sistema de puntuación:
| Posición | 1º | 2º | 3º | 4º | 5º | 6º | 7º | 8º | 9º | 10º | Resto | PP | VR |
| -------- | -- | -- | -- | -- | -- | -- | -- | -- | -- | --- | ----- | -- | -- |
| Puntos   | 25 | 20 | 17 | 14 | 12 | 10 | 8  | 6  | 4  | 2   | 1     | 1  | 1  |

- Se descarta el peor resultado de las seis primeras carreras

## Campeones

### GT4 South European Series
| Año  | GT4 Pro-Am                       | GT4 Am             | GTC                         |                   | Escuderías |
| ---- | -------------------------------- | ------------------ | --------------------------- | ----------------- | ---------- |
| 2019 | Francisco Abreu Miguel Cristóvão | Francisco Carvalho | Edward Moore Marmaduke Hall | Veloso Motorsport |            |
| 2020 | Stephen Romain Monti             | Andrius Zemaitis   | Jemma Moore Aubrey Hall     | no otorgado       |            |

### Supercars Endurance
| 2021 | 2021    | Marmaduke Hall                    | Andrius Zemaitis                    |                              | Jemma Moore                   | Jemma Moore     | Gustavo Moura                   |               | P&B Racing        |
| 2022 | 2022    | Manuel Giao Elias Niskanen        | Manuel Cristovao Francisco Carvalho | Bruno Pires                  | Bruno Pires                   | Daniel Teixeira | SMC Motorsport                  |               |                   |
| 2023 | 2023    | José Carlos Pires Francisco Abreu | Patrick Cunha Jorge Rodrigues       | Álvaro Ramos Fernando Soares | Marcus Fothergill Dave Benett | Daniel Teixeira | Borja Hormigos Héctor Hernández | Lema Racing   |                   |
| 2024 | Iberian | César Machado Jan Durán           | Patrick Cunha Jorge Rodrigues       | Keith Gatehouse Igor Sorokin | Simon Moore Tomás Pinto Abreu | Rui Miritta     | Daniel Teixeira                 | João Oliveira | Speedy Motorsport |
| 2024 | CPV     | César Machado Jan Durán           | Patrick Cunha Jorge Rodrigues       | André Nabais Miguel Nabais   | Andrius Zemaitis              | Rui Miritta     | Daniel Teixeira                 | João Oliveira | Speedy Motorsport |
| 2024 | Jarama  | César Machado Jan Durán           | Nil Montserrat Alberto de Martín    | Keith Gatehouse Igor Sorokin | Simon Moore Tomás Pinto Abreu | Rui Miritta     | Daniel Teixeira                 | João Oliveira | NM Racing Team    |

- Campeones absolutos remarcados en negrita.